# Силкосия
Силкосия е резерват в природен парк Странджа, България.

## Основаване и статут
Силкосия е най-старата защитена територия в България. Резерватът е създаден на 23 юли 1931 с постановление на Министерски съвет №10346 с цел опазването на вечнозелените храстови формации, обхващащи най-високите части на резервата. Тогава носи името „Горна Еленица – Силкосия“. Обхваща територия от 389,6 хектара в планина Странджа.

## Местонахождение
Разположен е между селата Българи и Кости. Резерватът обхваща части от землищата на двете села и част от водосборния басейн на река Велека. Теренът в Силкосия е изключително разнообразен, но в по-ниските части преобладават влажни блата, в които се съхранява растителност характерна за централна Европа. Резерватът заема територии между 100 и 250 м надморска височина и е един от ниските резервати в България.

## Флора
Въпреки малката си територия резерватът предлага голямо разнообразие от растителни видове. Установени са 260 вида висши растения. Дървесните видове са 14, храстовите 17, многогодишните тревисти растения са 143, а едногодишните и двугодишните – 70. Установени са 16 вида реликтни и 3 вида ендемични растения. Срещат се растения, характерни за различни географски ширини, което прави резервата интересен от научна гледна точка.
„Силкосия“ е горски резерват. Горските ценози заемат 97,9% от площта на резервата.
На територията на „Силкосия“ се наблюдава явлението растителна инверсия. Инверсията, която се наблюдава в дървесните видове, се изразява в това, че при нормални условия буковите дървета заемат по-студените терени на по-голяма надморска височина, а дъбовите се намират в ниските части. В Силкосия се наблюдава обратното – буковите гори са разположени в ниските части и в долинните части, докато дъбовите горски масиви са разположени в по-високите части.
Във влажните долинни части се наблюдават растенията странджанска зеленика, лавровишна, кавказка боровинка, обикновен тис и други. Голям интерес представлява единственото находище на дива мушмула в Европа, което са намира на територията на резервата. От тревните видове най-разпространени са кавказка иглика и пролетна циклама, които са цъфтящи видове и цъфтят през месеците февруари и март.

## Фауна
Резерватът има богата фауна. Земноводните са представени от зелена крастава жаба, дървесница и гръцка дългокрака жаба.
Характерни влечуги са шипобедрената и шипоопашатата костенурка, слепокът и жълтокоремникът. Разнообразието от змии е голямо – голям стрелец, смок мишкар, пъстър и вдлъбнаточел смок.
Изключително разнообразна е орнитофауната. Тук гнездят авлига, южен славей, малко черноглаво коприварче, голямо белогушо коприварче, кос, сойка, обикновена чинка, различни видове кълвачи, грабливи птици и др.
От бозайниците се срещат дива котка, белка, златка, вълк, дива свиня и др.

## Управление
- Съгласно Закона за защитените територии (ЗЗТ) резерватът се охранява и управлява от Регионалната инспекция по околната среда и водите (РИОСВ) в Бургас, под контрола на Министерството на околната среда и водите.

### Горски фонд
- Държавно лесничейство „Кости“, Регионално управление на горите в Бургас